# Coris musume
Coris musume (Jordan & Snyder, 1904) è un pesce di acqua salata appartenente alla famiglia Labridae.

## Distribuzione e habitat
Proviene dalle barriere coralline del nord dell'oceano Pacifico: proviene da Isole Izu, Taiwan e dal sud del Giappone. Nuota sia nelle barriere sia nelle zone ricche di vegetazione acquatica, soprattutto rocciose.

## Descrizione
Presenta un corpo allungato, leggermente compresso lateralmente, con la testa dal profilo appuntito. È un pesce bicolore, con il dorso nero e il ventre bianco. Il margine tra le due zone è seghettato. Sul dorso è presente una sottile striscia più chiara. La pinna dorsale e la pinna anale sono molto lunghe; la prima è nera e giallastra sul bordo, la seconda è prevalentemente bianca. La pinna caudale è nera e gialla, anche la base delle pinne pettorali è gialla. Gli occhi non sono particolarmente grandi.

## Biologia

### Alimentazione
La sua dieta è composta prevalentemente da piccoli invertebrati acquatici.

### Riproduzione
È oviparo ed ermafrodita, gli esemplari più grandi sono maschi. La fecondazione è esterna e non ci sono cure nei confronti di uova e larve, che sono probabilmente planctoniche.

## Conservazione
Questa specie viene classificata come "a rischio minimo" (LC) dalla lista rossa IUCN perché viene pescata raramente e non è quindi minacciata da particolari pericoli.